# Carlos Corporán
Carlos Fernando Corporán (né le 7 janvier 1984 à Hato Rey, Porto Rico) est un receveur de la Ligue majeure de baseball. 

## Carrière
Carlos Corporán est repêché par les Angels d'Anaheim au 29e tour de sélection en 2001 puis par les Brewers de Milwaukee en 12e ronde en 2003. Mis sous contrat par les Brewers le 4 juin 2003, il fait ses débuts dans le baseball majeur avec cette équipe le 6 mai 2009. Il ne joue qu'un match et ne fait qu'un passage au bâton avec Milwaukee, mais en profite pour obtenir son premier coup sûr au plus haut niveau contre le lanceur Paul Janish des Reds de Cincinnati et marquer son premier point. Devenu agent libre après une année 2009 complétée avec Nashville, le club-école Triple-A des Brewers, il rejoint la franchise des Diamondbacks de l'Arizona et passe 2010 en ligues mineures avec leur club-école de Reno.
Corporán signe un contrat avec les Astros de Houston le 22 novembre 2010. Il dispute 52 parties avec le club durant la saison 2011, récoltant 11 points produits.
Il joue pour Houston jusqu'en 2014 et est le 21 janvier 2015 échangé aux Rangers du Texas pour le lanceur droitier Akeem Bostick. Il dispute 33 matchs des Rangers en 2015.
Le 26 janvier 2016, il signe un contrat des ligues mineures avec les Yankees de New York mais ne joue pas pour eux dans l'année qui suit. Il signe une entente des ligues mineures avec les Cubs de Chicago avant la saison 2017.